# Hello America (Def Leppard)
Hello America è un singolo del gruppo musicale britannico Def Leppard, estratto dal loro album di debutto On Through the Night del 1980. Il testo e il titolo della canzone riguardano le fantasie del gruppo durante la loro tournée in America.
Il lato B Good Morning Freedom non è mai stato pubblicato in qualsiasi altro formato, ed è disponibile solo su questo singolo. Il pezzo in questione è stato preso da una sessione ii studio della BBC, registrata nel 1979. Una versione dal vivo della canzone è stata inclusa nel live Viva! Hysteria, pubblicato nell'ottobre del 2013.
Una registrazione alternativa di Hello America appare come lato B nel singolo Wasted.

## Video musicale
Quando Hello America entrò nella top 50 della Official Singles Chart del Regno Unito, la Mercury Records ebbe l'idea di registrare la prima performance della band nel noto programma Top of the Pops, a condizione che il singolo fosse avanzato di posizione nella settimana successiva. Ciò non avvenne e la canzone scivolò subito fuori dalla classifica, e il video non fu mai trasmesso. Nonostante questo, il clip venne incluso nella video-raccolta Historia della band. Ciò che rende unico questo video è il fatto che la batteria di Rick Allen è posta nella parte anteriore del palco, mentre il resto della band si esibisce dietro di lui. Joe Elliott canta con indosso un vestito patriottico, con una camicia a righe rosso-bianco e un jeans blu.

## Tracce

### 7": Vertigo – Phonogram / LEPP1 (UK)
1. Hello America
2. Good Morning Freedom